# London Bridge Studio
London Bridge Studio é um estúdio de gravação de Seattle que já apresentou e gravou muitos artistas influentes, produtores e engenheiros desde 1985. Fundada pelos irmãos Rick Parashar e Parashar Raj como um estúdio privado, o estúdio surgiu para a fama com o álbum de estreia multiplatina Ten do Pearl Jam.